# Ibirapueraparken

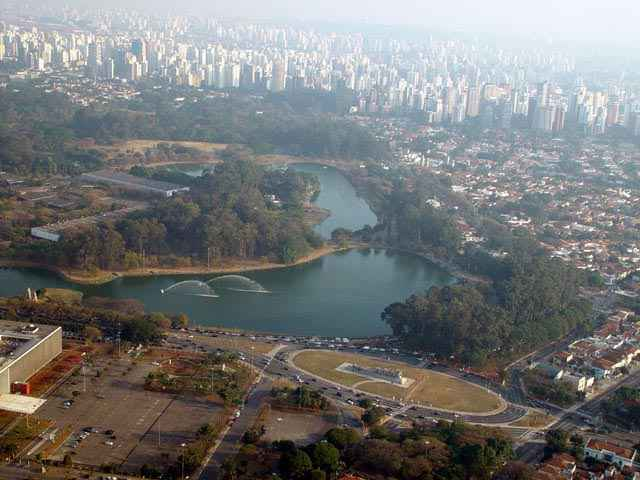
Ibirapueraparken.

Ibirapueraparken (portugisiska: Parque Ibirapuera) är en stadspark i São Paulo, Brasilien. Parken planerades under 1920-talet och byggdes under 1950-talet.